# Сенсаційна Людина-павук
«Сенсаційна Людина-павук» (англ. The Sensational Spider-Man) — продовжувана серія коміксів з 35 випусків, що публікувалась американським видавництвом Marvel Comics з січня 1996 по листопад 1998 року. У центрі сюжету — Бен Рейлі, Людина-павук.

## Історія публікації
The Sensational Spider-Man — це назва кількох коміксів про Людину-павука. Спочатку вона використовувалася для збірок раніше опублікованих історій у різних форматах, таких як Marvel Treasury Edition та видання в м'якій палітурці, включаючи відому історію Френка Міллера та спеціальний випуск Nothing Can Stop the Juggernaut.
Пізніше, у 1996 році, була запущена однойменна продовжувана серія коміксів. Її метою було стати основною серією, що розповідала про пригоди Бена Рейлі, нової версії Людини-павука на той час. Серія прийшла на заміну Web of Spider-Man.
Першим автором і художником серії був Ден Джерґенз, відомий своєю роботою над відродженням популярності Супермена. Джерґенз планував швидко повернути Пітера Паркера на роль Людини-павука, але редакція вирішила відкласти це сюжетне рішення. Розчарований творчим процесом, Джерґенз покинув проєкт.
Надалі серію вели сценарист Тодд Дезаґо та художник Майк Вірінґо. Разом вони створили більшість випусків серії, яка налічувала 35 номерів, включаючи нульовий та флешбек-випуск.
У 2006 році серію Marvel Knights Spider-Man було перейменовано на The Sensational Spider-Man, що свідчить про повторне використання цієї назви для іншої поточної серії про персонажа.

## Сюжет
Після того, як клон Пітера Паркера — Бен Рейлі — починає себе справжнім Людиною-павуком, він перебирає цю роль, створює новий костюм і намагається розпочати нове життя в Нью-Йорку. Працюючи в кав’ярні та заводячи нових друзів, Бен паралельно бореться зі старими та новими ворогами, доводячи свою спроможність бути героєм. Протягом серії він стикається з викликами, які ставлять під сумнів його особистість і моральні принципи. Урешті-решт Пітер Паркер повертається до ролі Людини-павука, а історія Бена добігає трагічного кінця в подіях, що завершують Сагу про клонів.

## Персонажі
- Бен Рейлі / Людина-Павук
- Пітер Паркер / Людина-Павук
- Мері Джейн Вотсон-Паркер
- Мей Паркер
- Ширлі Вашингтон
- Джессіка Керрадіне
- Дж. Джона Джеймсон
- Роббі Робертсон
- Феліція Гарді / Чорна кішка
- Томас Файргарт / Пума
- Рід Річардс / Містер Фантастик
- Сюзан Шторм / Невидима леді

## Випуски
Серія коміксів складається з 35 випусків (#0-33 і #-1, що вийшов між #17 і #18 у липні 1997), які виходили протягом січня 1996 по листопад 1998 року:
1. The Sensational Spider-Man #-1
2. The Sensational Spider-Man #0
3. The Sensational Spider-Man #1
4. The Sensational Spider-Man #2
5. The Sensational Spider-Man #3
6. The Sensational Spider-Man #4
7. The Sensational Spider-Man #5
8. The Sensational Spider-Man #6
9. The Sensational Spider-Man #7
10. The Sensational Spider-Man #8
11. The Sensational Spider-Man #9
12. The Sensational Spider-Man #10
13. The Sensational Spider-Man #11
14. The Sensational Spider-Man #12
15. The Sensational Spider-Man #13
16. The Sensational Spider-Man #14
17. The Sensational Spider-Man #15
18. The Sensational Spider-Man #16
19. The Sensational Spider-Man #17
20. The Sensational Spider-Man #18
21. The Sensational Spider-Man #19
22. The Sensational Spider-Man #20
23. The Sensational Spider-Man #21
24. The Sensational Spider-Man #22
25. The Sensational Spider-Man #23
26. The Sensational Spider-Man #24
27. The Sensational Spider-Man #25
28. The Sensational Spider-Man #26
29. The Sensational Spider-Man #27
30. The Sensational Spider-Man #28
31. The Sensational Spider-Man #29
32. The Sensational Spider-Man #30
33. The Sensational Spider-Man #31
34. The Sensational Spider-Man #32
35. The Sensational Spider-Man #33

У 2012 році в рамках сюжетної арки Monsters вийшло ще два випуски: #33.1 і #33.2, які створили Том Дефалько та Карло Барбері.

## Огляди
У статті на CBR автор Марк Джиноччіо аналізує комікс Sensational Spider-Man #0 (1996) у рамках своєї рубрики «Gimmick or Good?», де оцінює, чи виправдовує вміст коміксу його маркетингові трюки, зокрема лентикулярну обкладинку. Джиноччіо критикує невизначеність у характері Бена, який водночас має бути новим героєм і продовженням Пітера, що створює плутанину. Гумор Бена здається неприродним, а новий лиходій Армада — невиразним. Хоча дизайн нового костюма Бена автор вважає вдалим, це не рятує комікс від загального враження поверхневості. У підсумку, Джиноччіо оцінює Sensational Spider-Man #0 як «gimmic» — продукт, що більше покладається на маркетингові хитрощі, ніж на якісний зміст.

## Продовження
- «Сенсаційна Людина-павук» (Том 2)

## Колекційні видання
- Spider-Man: The Complete Ben Reilly Epic Book 1 (#0)
- Spider-Man: The Complete Ben Reilly Epic Book 2 (#1)
- Spider-Man: The Complete Ben Reilly Epic Book 3 (#2–3)
- Spider-Man: Ben Reilly Omnibus Vol. 1 (#0-3)
- Spider-Man: The Complete Ben Reilly Epic Book 4 (#4–6)
- Spider-Man: The Complete Ben Reilly Epic Book 5 (#7–10)
- Spider-Man: The Complete Ben Reilly Epic Book 6 (#11)
- X-Men: The Complete Onslaught Epic Vol. 2 (#8)
- Spider-Man: Revelations (#11)
- Spider-Man: Ben Reilly Omnibus Vol. 2 (#4-11)
- Spider-Man: Savage Land (назва на обкладинці The Savage Land Saga!) TP (1997) (#13-15)
- Spider-Man by Todd DeZago & Mike Wieringo Vol. 1 (#7-24, -1) (2017) (ISBN 978-1302-90699-3, 456 стор.)
- Spider-Man: Spider-Hunt (#25–26)
- Spider-Man: Identity Crisis (#27–28)
- Spider-Man: The Gathering of Five (#32–33)